# Fisibach
Fisibach – gmina (niem. Einwohnergemeinde) w Szwajcarii, w kantonie Argowia, w okręgu Zurzach. Liczy 543 mieszkańców (31 grudnia 2020). Leży nad Renem.  